# Rio Largo (ort)
Rio Largo är en ort i Brasilien.   Den ligger i kommunen Rio Largo och delstaten Alagoas, i den östra delen av landet, 1 500 km nordost om huvudstaden Brasília. Rio Largo ligger 97 meter över havet och antalet invånare är 63 387.
Terrängen runt Rio Largo är platt. Runt Rio Largo är det tätbefolkat, med 286 invånare per kvadratkilometer.. Rio Largo är det största samhället i trakten.
Trakten runt Rio Largo består till största delen av jordbruksmark.